# Franklin County (Tennessee)
Franklin County ist ein County im Bundesstaat Tennessee der Vereinigten Staaten. Der Verwaltungssitz (County Seat) ist Winchester. Das U.S. Census Bureau hat bei der Volkszählung 2020 eine Einwohnerzahl von 42.774 ermittelt.

## Geographie
Das County liegt im Süden von Tennessee, grenzt an Alabama und hat eine Fläche von 1491 Quadratkilometern, wovon 55 Quadratkilometer Wasserfläche sind. Es grenzt im Uhrzeigersinn an folgende Countys: Coffee County, Grundy County, Marion County, Jackson County (Alabama), Lincoln County und Moore County.

### Ortschaften
- Belvidere (unincorporated)
- Cowan
- Decherd
- Estill Springs
- Huntland
- Monteagle1
- Sewanee (unincorporated)
- Sherwood (unincorporated)
- Tullahoma2
- Winchester

1 erstreckt sich auch ins Grundy County und ins Marion County
2 liegt überwiegend im Coffee County

## Geschichte
Franklin County wurde am 3. Dezember 1807 aus Teilen des Bedford County und des Warren County gebildet. Benannt wurde es nach Benjamin Franklin, einem der Gründungsväter und Unterzeichner der Unabhängigkeitserklärung der Vereinigten Staaten.

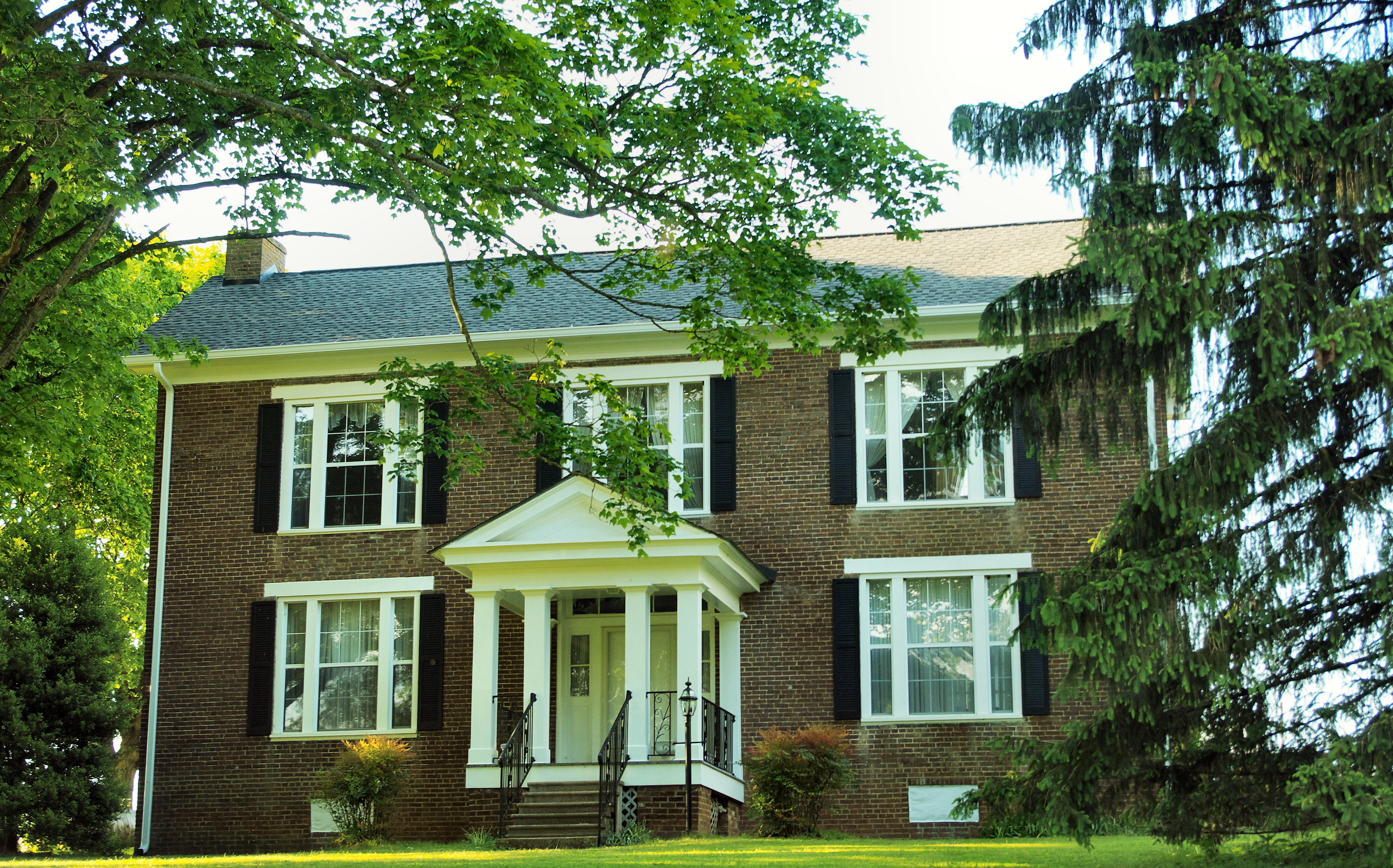
Das R.N. Mann House ist einer von 18 Einträgen des Countys im NRHP.

18 Bauwerke und Stätten des Countys sind im National Register of Historic Places (NRHP) eingetragen (Stand 14. August 2018).

## Demografische Daten

Alterspyramide Franklin County

Nach der Volkszählung im Jahr 2000 lebten im Franklin County 39.270 Menschen in 15.003 Haushalten und 11.162 Familien. Die Bevölkerungsdichte betrug 27 Einwohner pro Quadratkilometer. Ethnisch betrachtet setzte sich die Bevölkerung zusammen aus 92,20 Prozent Weißen, 5,49 Prozent Afroamerikanern, 0,20 Prozent amerikanischen Ureinwohnern, 0,41 Prozent Asiaten, 0,03 Prozent Bewohnern aus dem pazifischen Inselraum und 0,60 Prozent aus anderen ethnischen Gruppen; 1,06 Prozent stammten von zwei oder mehr Ethnien ab. 1,58 Prozent der Bevölkerung waren spanischer oder lateinamerikanischer Abstammung.
Von den 15.003 Haushalten hatten 30,9 Prozent Kinder und Jugendliche unter 18 Jahre, die bei ihnen lebten. 60,1 Prozent waren verheiratete, zusammenlebende Paare, 10,4 Prozent waren allein erziehende Mütter und 25,6 Prozent waren keine Familien. 22,6 Prozent waren Singlehaushalte und in 10,3 Prozent lebten Personen im Alter von 65 Jahren oder darüber. Die Durchschnittshaushaltsgröße betrug 2,51 und die durchschnittliche Haushaltsgröße betrug 2,92 Personen.
23,0 Prozent der Bevölkerung waren unter 18 Jahre alt, 10,9 Prozent zwischen 18 und 24, 26,4 Prozent zwischen 25 und 44, 24,4 Prozent zwischen 45 und 64 und 15,2 Prozent waren älter als 65. Das Durchschnittsalter betrug 38 Jahre. Auf 100 weibliche Personen kamen statistisch 94,8 männliche Personen und auf 100 Frauen im Alter von 18 Jahren und darüber kamen 92,8 Männer.
Das jährliche Durchschnittseinkommen eines Haushalts betrug 36.044 USD, das Durchschnittseinkommen der Familien betrug 42.279 USD. Männer hatten ein Durchschnittseinkommen von 31.506 USD, Frauen 21.479 USD. Das Prokopfeinkommen betrug 17.987 USD. 9,6 Prozent der Familien und 13,2 Prozent der Einwohner lebten unterhalb der Armutsgrenze.